# Dengfeng

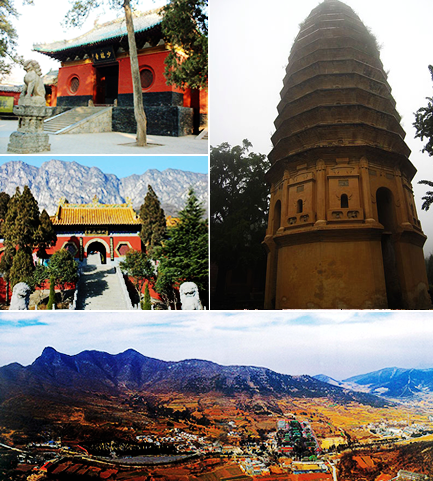
Foto-Collage von Dengfeng

Die Stadt Dengfeng (chinesisch 登封市, Pinyin Dēngfēng Shì) ist eine kreisfreie Stadt im Verwaltungsgebiet der bezirksfreien Stadt Zhengzhou, Provinz Henan, Volksrepublik China. Sie hat eine Fläche von 1.217 km² und zählt 729.332 Einwohner (Stand: Ende 2020).
Auf dem Gebiet Dengfengs liegt der heilige Berg Song Shan. Auf ihm befindet sich der Zhongyue-Tempel, der seit 2001 auf der Liste der Denkmäler der Volksrepublik China steht. Im Ort Gaocheng in der Nähe Dengfengs befindet sich das berühmte Gaocheng-Observatorium. Die historischen Monumente von Dengfeng (insgesamt 8 Cluster) stehen seit 2010 auf der Liste des UNESCO-Welterbes.

## Administrative Gliederung
Auf Gemeindeebene setzt sich die kreisfreie Stadt aus drei Straßenvierteln, acht Großgemeinden und fünf Gemeinden zusammen. Diese sind:
- Straßenviertel Songyang 嵩阳街道 Sōngyáng Jiēdào
- Straßenviertel Shaolin 少林街道 Shǎolín Jiēdào
- Straßenviertel Zhongyue 中岳街道 Zhōngyuè Jiēdào

- Großgemeinde Dajindian 大金店镇 Dàjīndiàn Zhèn
- Großgemeinde Yingyang 颖阳镇 Yǐngyáng Zhèn
- Großgemeinde Lüdian 卢店镇 Lúdiàn Zhèn
- Großgemeinde Gaocheng 告成镇 Gàochéng Zhèn
- Großgemeinde Yangchengqu 阳城区镇 Yángchéngqū Zhèn
- Großgemeinde Daye大冶镇 Dàyě Zhèn
- Großgemeinde Xuanhua 宣化镇 Xuānhuà Zhèn
- Großgemeinde Xuzhuang 徐庄镇 Xúzhuāng Zhèn

- Gemeinde Dongjindian 东金店乡 Dōngjīndiàn Xiāng
- Gemeinde Baiping 白坪乡 Báipíng Xiāng
- Gemeinde Junzhao 君召乡 Jūnzhào Xiāng
- Gemeinde Shidao 石道乡 Shídào Xiāng
- Gemeinde Tangzhuang 唐庄乡 Tángzhuāng Xiāng